# Dysschema crassifascia
Dysschema crassifascia là một loài bướm đêm thuộc phân họ Arctiinae, họ Erebidae.